# Disputa di Ferrara

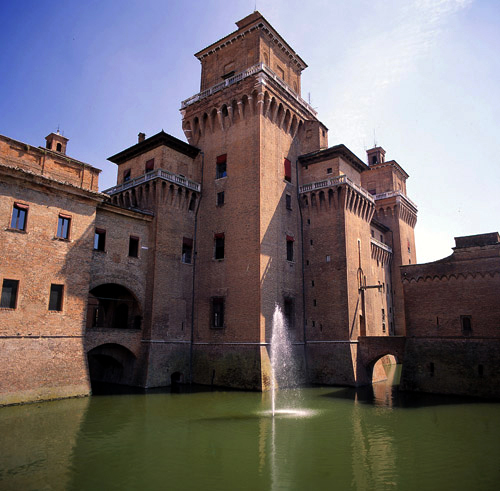
Castello Estense

La disputa di Ferrara è stato uno storico dibattito medico-letterario e accademico intorno all'identificazione della sifilide (allora definito morbo gallico, ovvero mal francese), alle sue cause e alle relative cure, che si è realizzato tanto attraverso il susseguirsi di appositi studi e pamphlet, usciti alla fine del XV secolo, quanto attraverso un'esposizione pubblica, delle diverse argomentazioni di alcuni professori di medicina dell'Università degli Studi di Ferrara, organizzata nel 1497 presso la corte degli Este.

## Le tesi
Data l'epidemia registratasi a Ferrara e in altre città, italiane ed europee, Ercole I d'Este fece svolgere un pubblico dibattito presso la sua corte nell'aprile 1497. Vi intervennero, in rappresentanza di due diversi orientamenti, i professori Niccolò Leoniceno e Sebastiano dall'Aquila, entrambi espressione della vivacità umanistica dell'ateneo ferrarese, e forse anche Corradino Gilino, medico di corte, che in quell'anno aveva pubblicato l'opuscolo De morbo quem gallicum nuncupant, in cui riconduceva la malattia ad una sfavorevole congiuntura astrale e quindi, in ultima istanza, ad una punizione divina.
La posizione di Leoniceno, espressa nel trattato De epidemia quam Itali morbum Gallicum vocant, edito da Aldo Manuzio  nel giugno dello stesso 1497, in cui si correlava la questione a speciali condizioni climatiche, in particolare di umidità dell'aria indotta dalle inondazioni (e conseguenti fame e pestilenze), era quella di una quasi assoluta novità del male, avente carattere epidemico, novità che, come tale, non poteva essere trattata secondo i canoni della dottrina di Avicenna. Al contrario l'Aquilano intese evidenziare, come si può leggere nel suo De morbo gallico, pubblicato però soltanto nel 1509, una coincidenza fra il mal francese e l'elefantiasi già individuata da Galeno.

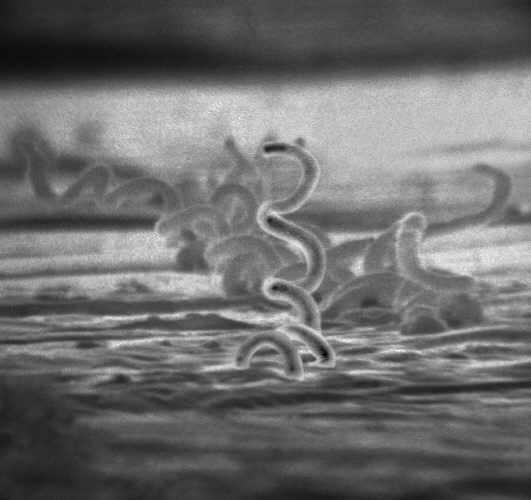
Il batterio Treponema pallidum responsabile della sifilide

Il primo vero attacco all'interpretazione del Leoniceno, che era un sostenitore della medicina ellenica in contrapposizione a quella arabo-islamica, provenne, tuttavia, agli inizi del marzo 1498, da un professore dell'Università di Bologna, il medico Natale Montesauro, che scrisse un pamphlet dal titolo De dispositionibus quas vulgares mal franzoso appellant.
Le difese delle tesi dell'umanista di Lonigo furono prese da un suo ex allievo, il modenese Antonio Scanaroli, che pubblicò a Bologna, alla fine dello stesso mese di marzo, la Disputatio utilis de morbo gallico et opinionis Nicolai Leoniceni confirmatio contra adversarium eandem opinionem oppugnantem, in cui, nel confermare sostanzialmente l'interpretazione del Leoniceno, affermava che non poteva trattarsi di una malattia che si trasmetteva solo sessualmente, poiché ne erano colpite anche persone che, per età e condizione, non avevano mai avuto rapporti.
Questa disputa, in ogni caso, non rimase né fine a se stessa né un caso isolato. Il trattato di Leoniceno provocò, non soltanto un'analoga disputa anche a  Lipsia, che vide come protagonisti altri medici e docenti di primo piano (Martin Pollich von Mellerstadt, Simon Pistoris e Giovanni Manardo), ma anche un più esteso dibattito, che coinvolse altri paesi, Spagna e Francia in particolare, creando di fatto le premesse per un approccio più scientifico del male.